# Матилда Шкотска
Матилда од Шкотске (око 1080 - 1. мај 1118) била је краљица Енглеске, односно прва супруга краља Хенрија Ι.

## Живот пре доласка на власт
Родила се у Дунфермлину као кћер шкотског краља Малколма ΙΙΙ и Свете Маргарете Шкотске. Церемонији крштења су присуствовали делегати енглеског краља Вилијама Освајача, Малколмовог моћног суседа - његов син Роберт Куртосе и супруга Матилда од Фландрије. Тада је Матилда повукла Робертову жену за хаљину што је протумачено као знамење да ће једног дана и сама постати краљица. У доби од шест година је заједно са сестром Мери послата на југ у Енглеску, у манастир Ромсеј крај Саутхемптона; тамо је стекла за тадашње стандарде више него солидно образовање; научила је течно говорити и енглески и француски, те латински у довољној мери да чита светог Августина.
Она и сестра Мери су постале једне од најпожељнијих удавача у Енглеској. Године 1093. ју је отац верио за норманског племића Алана Руфуса. Исте године је, међутим дошао у сукоб са Енглезима те погинуо у бици код Алнвика. Недуго након вести о смрти мужа је преминула и њена мајка. Тако је остала сироче у манастиру. Упркос тога га је напустила, мада јој је кентерберијски надбискуп Анселмо наредио да се врати. Хронике углавном не говоре о следећих седам година њеног живота.

## Владавина
Хенри је краљ постао у лето 1100. године након погибије свог брата Вилијама Риђег у лову. Један од првих потеза који је Хенри учинио приликом доласка на власт била је женидба за Матилду. Анселмо, који се вратио из изгнанства, сазвао је посебни црквени синод који је установио да Матилда није монахиња, те се може удати за новог краља. Хроничари сугеришу да је Хенри Матилду познавао одраније, а можда чак годинама био и заљубљен у њу. Брак је био и политички користан - преко мајке је Матилда била повезана са англосаксонском династијом Весекс што је Хенрију донело популарност међу англосаксонским поданицима; Хенри је пак помагао њеној браћи да дођу на власт у Шкотској, што је довело до неуобичајено дугог и плодног периода мира и сарадње између две државе.
За Хенрија се удала 11. новембра узевши име Матилда (до тада је носила име Јудита). Од 1101. до 1104. године је Хенрију родила четворо деце, од које двоје су преживели детињство - кћер Матилда (која ће се касније удати за римско-немачког цара Хенрија V) и сина Вилијама који је добио надимак Аделин. Хроничари су је описивали као прилично активну краљицу која је оснивала манастире и бавила се филантропијом, посебно настојећи олакшати патње лепрозних болесника. На двор је позивала песнике и музичаре, а унајмила је једног монаха да напише хагиографију њене мајке.
Умрла је 1118. године, те тако није доживела трагичну смрт свог сина у бродолому Белог брода. Нестанак сина јединца и недостатак мушког наследника је присилио Хенрија да се ожени за Аделизу од Левена с којом неће имати деце.

## Породично стабло
|  |                        |  |  |  |  |  |  |  |  |  |  |  |  |  |  |  |
|  | 4. Данкан I Шкотски    |  |  |  |  |  |  |  |  |  |  |  |  |  |  |  |
|  |                        |  |  |  |  |  |  |  |  |  |  |  |  |  |  |  |
|  |                        |  |  |  |  |  |  |  |  |  |  |  |  |  |  |  |
|  | 2. Малколм III Шкотски |  |  |  |  |  |  |  |  |  |  |  |  |  |  |  |
|  |                        |  |  |  |  |  |  |  |  |  |  |  |  |  |  |  |
|  |                        |  |  |  |  |  |  |  |  |  |  |  |  |  |  |  |
|  | 1. Матилда Шкотска     |  |  |  |  |  |  |  |  |  |  |  |  |  |  |  |
|  |                        |  |  |  |  |  |  |  |  |  |  |  |  |  |  |  |
|  |                        |  |  |  |  |  |  |  |  |  |  |  |  |  |  |  |
|  | 6. Едвард Изгнаник     |  |  |  |  |  |  |  |  |  |  |  |  |  |  |  |
|  |                        |  |  |  |  |  |  |  |  |  |  |  |  |  |  |  |
|  |                        |  |  |  |  |  |  |  |  |  |  |  |  |  |  |  |
|  | 3. Маргарета Шкотска   |  |  |  |  |  |  |  |  |  |  |  |  |  |  |  |
|  |                        |  |  |  |  |  |  |  |  |  |  |  |  |  |  |  |
|  |                        |  |  |  |  |  |  |  |  |  |  |  |  |  |  |  |
|  | 7. Агата               |  |  |  |  |  |  |  |  |  |  |  |  |  |  |  |
|  |                        |  |  |  |  |  |  |  |  |  |  |  |  |  |  |  |
|  |                        |  |  |  |  |  |  |  |  |  |  |  |  |  |  |  |